# Hileithia sparsalis
Hileithia sparsalis là một loài bướm đêm trong họ Crambidae.